# Orthochordeumella fulva
Orthochordeumella fulva är en mångfotingart som först beskrevs av Rothenbühler 1899.  Orthochordeumella fulva ingår i släktet Orthochordeumella och familjen spinndubbelfotingar. Utöver nominatformen finns också underarten O. f. simplex.